# Kurumi Shimizu
Kurumi Shimizu (清水 くるみ, Shimizu Kurumi) (circa 1960) is een Japans jazzpianiste.

## Biografie
Shimizu werkte vanaf de jaren 80 in de jazzscene van Tokio, haar eerste opnames maakte ze in 1983 met saxofonist Shuichi Enomoto (Pictures). In 1995/96 verscheen het live-album Kurumisan (Aketa's Disk), opgenomen met Kenta Tsugami, Eiichi Hayashi, Isao Miyoshi, Norikatsu Koreyasu, Hideaki Mochizuki en Nobuo Fujii. In de jazz was ze tussen 1983 en 1995 betrokken bij drie opnamesessies. Ze speelde meer dan tien jaar de muziek van Led Zeppelin (in het trio ZEK3, met Yasushi Yonaki en Tamaya Honda). Meer recent speelde ze in jazzclubs in Tokio, in een trio met Syo Kudo en Ryo Saito.